# Psammobotys
Psammobotys is een geslacht van vlinders van de familie grasmotten (Crambidae), uit de onderfamilie Odontiinae.

## Soorten
- P. alpinalis Munroe, 1972
- P. fordi Munroe, 1961